# Эль-Монте (аэропорт)
Аэропорт Эль-Монте (англ. El Monte Airport), (ИАТА: EMT, ИКАО: KEMT, FAA LID: EMT) — гражданский аэропорт, расположенный в 1,6 километрах к северу от делового центра города Эль-Монте, округ Лос-Анджелес (Калифорния), США.
Аэропорт находится в собственности округа Лос-Анджелес.

## Инфраструктура
Аэропорт Эль-Монте занимает площадь в 42 гектара, расположен на высоте 28 метров над уровнем моря и эксплуатирует одну взлётно-посадочную полосу:
- 1/19 размерами 1218 х 18 метров с асфальтовым покрытием.